# シバソク
株式会社シバソクは、オーディオ・ビデオ用計測器、放送用機器、光ディスク・光ピックアップ用計測器を製造販売する企業。現在、放送機器を製造販売するアサカとは系列会社である。
1955年に芝電気株式会社より測定器部門を独立させ、芝電気測器株式会社を設立。主に放送局向けのオーディオ用測定器の製造を行っていた。

ブラウン管全盛期時代は、正確なカラー映像を再現するカラーモニターを販売していたとして、多くのテレビ局のマスターモニターに採用されていた。

1970年9月に株式会社シバソクに社名を変更し、現在は半導体計測装置が主力となっており、アナログテスタでは国内シェアトップを維持している。また、省エネのキーデバイスであるパワー半導体に向けたテストシステムに注力している。さらにミックスドシグナルテスタも扱っている。

2015年10月1日、シバソクの計測事業部門をアサカが継承した。

## 工場
- 所沢事業所：埼玉県所沢市若松町848